# Gynoplistia (Gynoplistia) troglophila
Gynoplistia (Gynoplistia) troglophila is een tweevleugelige uit de familie steltmuggen (Limoniidae). De soort komt voor in het Australaziatisch gebied.